# Ричардсон, Нолан
Нолан Ричардсон-младший (англ. Nolan Richardson, Jr.; род. 27 декабря 1941) — американский баскетбольный тренер, наиболее известный по работе с баскетбольной командой Арканзасского университета «Арканзас Рейзорбэкс», которую он в 1994 году привёл к победе в чемпионате NCAA. Кроме того, Ричардсон недолго тренировал национальные сборные Панамы и Мексики, а также женский профессиональный клуб «Талса Шок». В 2014 году Ричардсон был включён в Зал славы баскетбола.
Ричардсон родился в Эль-Пасо, учился в старшей школе Боуи и был первым чернокожим учеником в её истории. Он был главной звездой школьных команд по баскетболу и бейсболу, благодаря чему поступил в Западный Техасский университет (ныне Университет Техаса в Эль-Пасо). В 1960 году был ведущим игроком студенческой команды «Майнерс», возглавляемой Гарольдом Дэвисом. После назначения на должность тренера Дона Хаскинса результативность Ричардсона существенно упала, поскольку команда стала играть с медлительным позиционным нападением. Тем не менее, заслуги Ричардсона перед командой были отмечены в 2011 году, когда его 42-й номер был выведен из обращения и закреплён за ним.
В 1968 году Ричардсон вернулся в школу Боуи в качестве тренера и создал там крепкую команду. За десять лет под началом Ричардсона школьная команда одержала 180 побед при 90 поражениях. По воспоминаниям бывших игроков той команды, тренер был очень требовательным и заставлял в полную силу выкладываться всех на тренировках. Успехи школьной команды Ричардсона позволили ему в 1978 году получить место главного тренера команды Колледжа Западного Техаса, которую он в 1980 году привёл к победе на турнире NJCAA (спортивной ассоциации младших колледжей).
В 1981 году Ричардсон возглавил команду Университета Талсы, с которой сразу же выиграл Национальный пригласительный турнир. В 1985 году он перешёл на работу в Арканзасский университет, где из «Арканзас Рейзорбэкс» создал одну из сильнейших команд в студенческом баскетболе. Ричардсон успешно применял тактику, названную им «40 минут в аду», которая заключалась в мощном прессинге по всей площадке и атаке с использованием быстрых прорывов. Построенная им команда регулярно играла в турнире NCAA, в 1994 году впервые в своей истории выиграла его, а в 1995 году дошла до финала. В 1998 году его имя было внесено в Зал спортивной славы Арканзаса. В 2002 году Ричардсон был со скандалом уволен из Арканзасского университета после того, как обвинил болельщиков и своё руководство в расовой дискриминации.
С 2005 по 2007 годы свободно говорящий по-испански Ричардсон тренировал национальную сборную Панамы, затем меньше года тренировал сборную Мексики. В 2009 году он был приглашён на должность главного тренера и генерального менеджера профессиональной женской команды «Талса Шок» из женской НБА. Это был первый для него опыт работы как с профессиональными, так и с женскими командами. Ричардсону приписывают некоторые сомнительные решения, вроде приглашения в команду легкоатлетки Мэрион Джонс, которая много лет не играла в баскетбол на серьёзном уровне и отбывала тюремное заключение из-за допингового скандала. Начав сезон 2011 года с 10 поражений при одной победе, Ричардсон подал в отставку.